# Yann Clairay
Yann Clairay, född den 2 december 1983 i Laval, Frankrike, är en fransk racerförare.

## Racingkarriär
Clairay har sakta arbetat sig uppåt i karriären, med en andraplats i franska Formel Renault 2004, vilket ledde till en styrning i Formel Renault Eurocup för 2005. Han tog tre segrar och bronset i mästerskapet bakom Kamui Kobayashi och Michael Ammermüller. Efter ett förlorat år utan seriösa heltidssatsningar kom Clairay till F3 Euroseries inför 2007. Han överraskade och blev tvåa i F3 Masters på Zolder bakom Nico Hülkenberg, och i serien blev han tolva och fjärde bästa F3-rookie. När hans gamla stall SG Formula tillkännagav sina avsikter att starta ett stall i serien skrev Clairay på för dem, och han körde för teamet under hela 2008, till en slutgiltig niondeplacering.